# 滾軋均質鋼
滾軋均質鋼（英文名稱Rolled homogenous steel。簡稱RHS）此種鋼板為鎳鉻合金鋼，製造時經過滾軋程序，以製成正確的厚度以及強度，並獲得符合某些需要的冶金性質；一般都拿此種裝甲作為其他特製裝甲的比較標準。